# حويلة
الحَوِيلَة (العبرية التوراتية: חֲוִילָה، رومنة: Ḥăwīlā) تشير إلى أرض وشعب في العديد من أسفار الكتاب المقدس؛ إذ ذُكرت مرّةً في سفر التكوين 2: 10-11، وذُكرت أيضًا في أجيال نوح (سفر التكوين 10: 7).
في سفر التكوين ٢: ١٠-١١، يُربط اسم الحَوِيلَة بجنة عدن . ويُذكر شخصان يُسمّون حَوِيلَة في قائمة الأمم أحفادًا لنوح. ويظهر الاسم أيضًا في سفر التكوين ٢٥: ١٨، مُحددًا بذلك أرض الإسماعيليين. وتذكر المصادر غير الكتابية الحَوِيلَة مصدرًا للجواهر الثمينة التي استخدمها الأموريون.
أمّا الموقع الدقيق للحَوِيلَة فاختُلف فيه، ويذهب عدد من العلماء إلى أنّها تقع جنوب غرب شبه الجزيرة العربية أو الصومال.  

## مواضع ورودها في الكتاب
في الموضع الأول ترتبط الحَوِيلَة بجنة عدن المذكورة في سفر التكوين (2: 10-11):
وكان نهر يخرج من عدن فيسقي الجنة ومن هناك يتشعب فيصير أربعة فروع،
11. اسم أحدها فيشون وهو المحيط بكل أرض الحويلة حيث الذهب.

وبالإضافة إلى المنطقة المذكورة في الإصحاح الثاني من سفر التكوين، يرد اسما شخصين يُدعيان حَوِيلَة في قائمة الأمم، والقائمة تُدرج أحفاد نوح، الذين يُعدّون أسلاف الأمم. إلى جانب الاسم المذكور في سفر التكوين 2: 9-27، ذُكر اسم آخر في سفر أخبار الأيام الأول (9-23). أحدهما ابن كوش بن حام، والآخر ابن يقطان من نسل سام.
ويظهر اسم الحَوِيلَة في سفر التكوين 18:25، حيث يحدد المنطقة التي يسكنها الإسماعيليون بأنها "من حويلة إلى شور التي تجاه مصر وأنت آت نحو أشور"؛ وفي سفر صموئيل الأول 15: 7-8 ينص على أن الملك شاول ضرب العماليق الذين كانوا يعيشون هناك، باستثناء الملك أجاج الذي أسره.
ويذكر أحد المقاطع  إرسال بني إسرائيل إلى آشور ومدينة حلاح، ووفقًا للراهب أنطوان أوغسطين كالميت فإنّ كلمة حلاح تُشير على الأرجح إلى الحَوِيلَة. 

## مواضع ورودها خارج الكتاب
وذُكرت أرض الحَوِيلَة في الكتابات خارج الكتاب المقدس، كما في كتاب Pseudo-Philo فيلون المنحول مصدرًا للمجوهرات الثمينة التي استخدمها الأموريون في صنع أصنامهم في الأيام التي تلت يشوع، حين كان قناز قاضيًا على بني إسرائيل. 
وثمّة حكاية تراثية خارج الكتاب المقدس موجودة في كتاب "المَجال" ( أحد الكتابات الكلِمنتيّة) ومغارة الكنوز. وفقًا لهذه الحكاية، بنى أبناء حَوِيلَة بن يقطان في الأيام الأولى بعد برج بابل، مدينةً ومملكةً كانت قريبةً من مدينتي إخوته سبأ وأوفير .  

## الموقع المحتمل

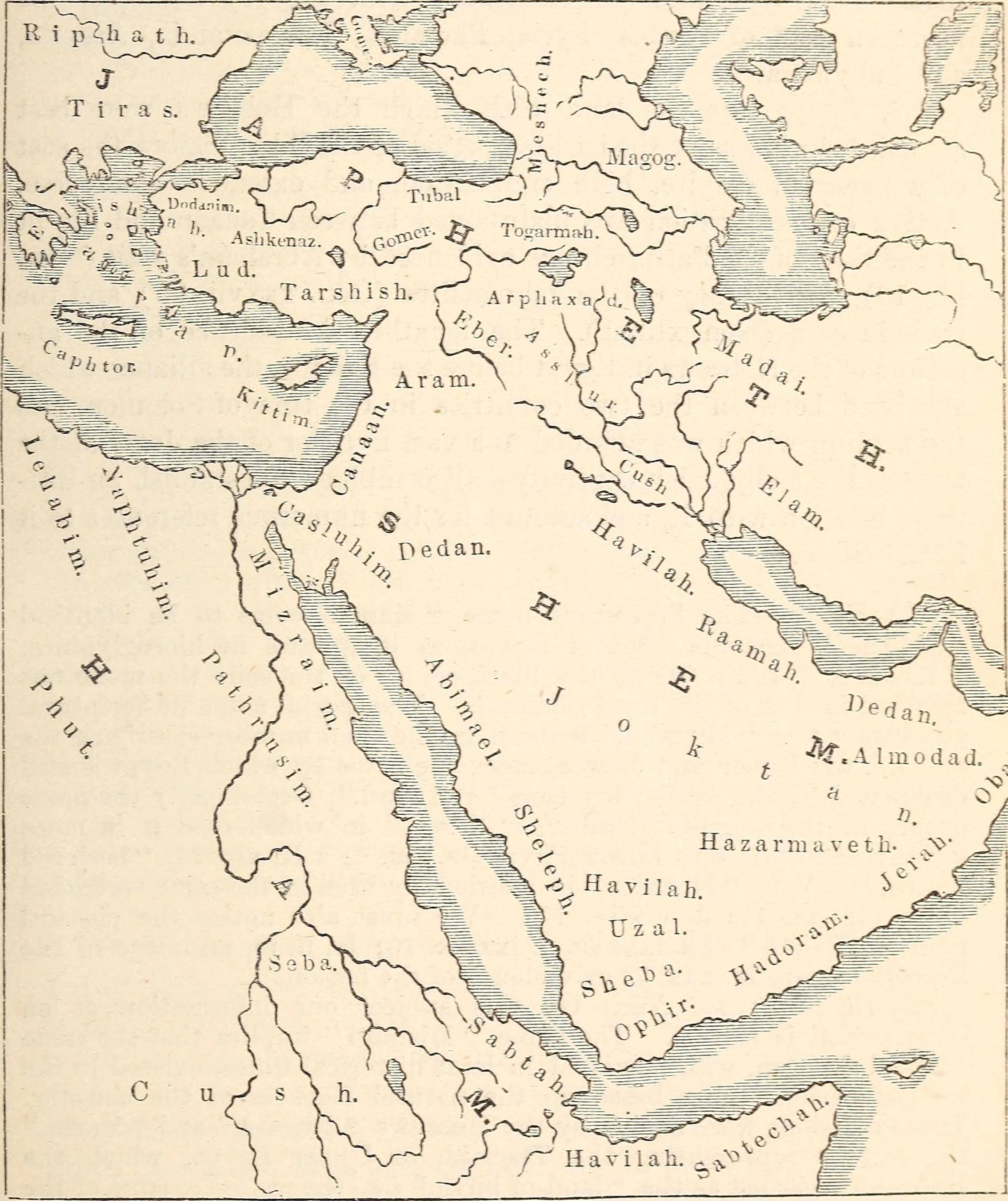
تظهر عدة مواقع للحَوِيلَة

1. ↑  Keane, Augustus Henry (1901). The Gold of Ophir, Whence Brought and by Whom? (بالإنجليزية). E. Stanford. p. 51. Archived from the original on 2016-02-03.
2. ↑  John Marius Wilson, John Parker LAWSON (and WILSON (John Marius)) (1866). A Cyclopædia of Biblical Geography, Biography, Natural History, Etc. [With Illustrations.] (بالإنجليزية). p. 104.
3. ↑  "Bible Gateway passage: 2 Kings 17:6 - New English Translation". Bible Gateway (بالإنجليزية). Archived from the original on 2023-10-30. Retrieved 2023-09-07.
4. ↑  Calmet، Augustin (1852). Calmet's Dictionary of the Holy Bible. Crocker and Brewster. ص. 276. مؤرشف من الأصل في 2023-08-21.
5. ↑  Hayward، Robert (1995). "Pseudo-Philo and the Priestly Oracle". Journal of Jewish Studies. ج. 46 ع. 1–2: 43–54. DOI:10.18647/1788/JJS-1995.
6. ↑  Irwanto, Dhani (22 Mar 2019). Land of Punt: In Search of the Divine Land of the Egyptians (بالإنجليزية). Indonesia Hydro Media. p. 128. ISBN:978-602-72449-5-5.
7. ↑  Budge, E. a Budge; Budge, Sir Ernest Alfred Wallis (1 Jan 2005). The Book of the Cave of Treasures (بالإنجليزية). Cosimo. pp. 134–136. ISBN:978-1-59605-335-9.

### الفرضية العربية

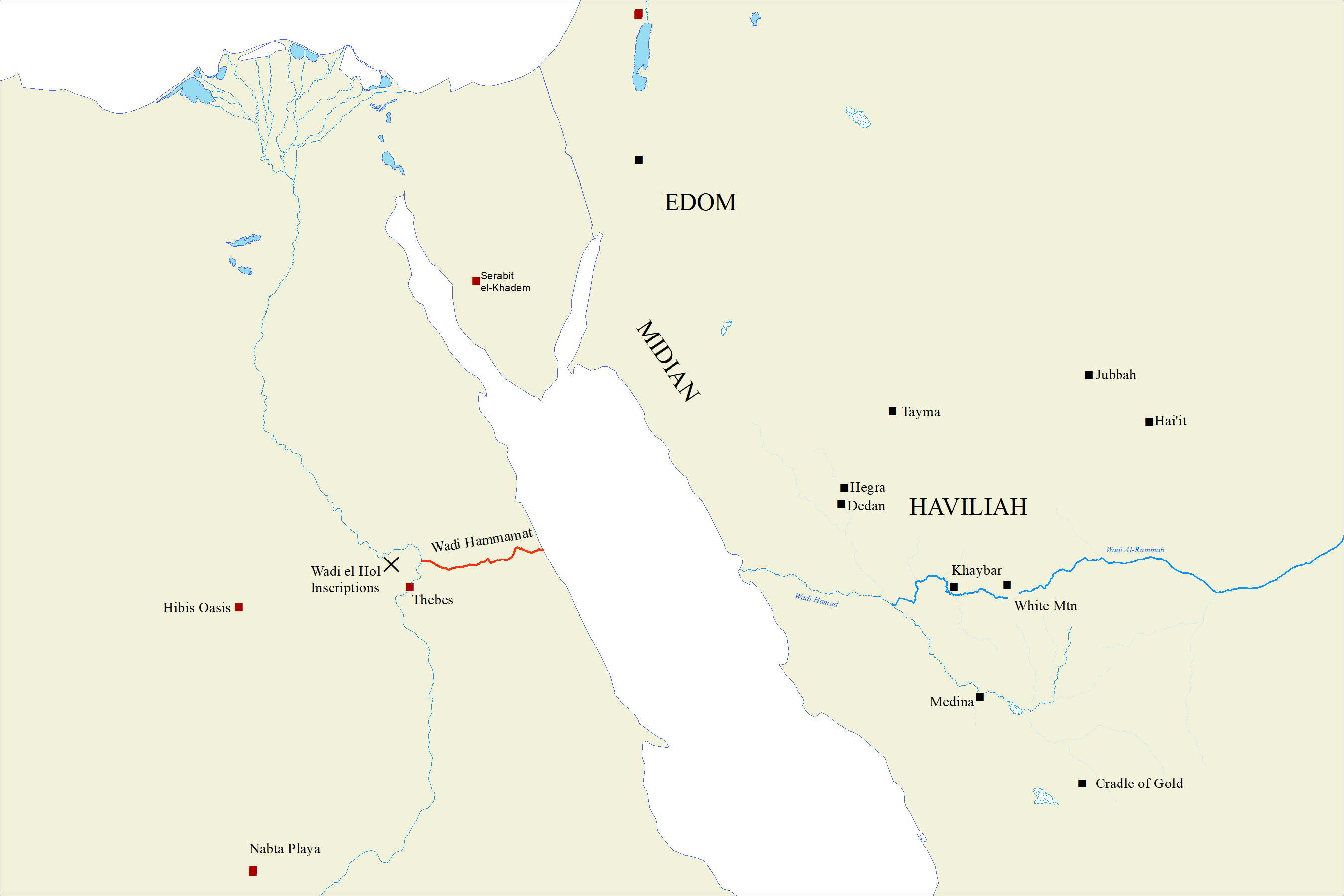
خريطة الحَوِيلَة

في عام 1844، زعم تشارلز فورستر أنه لا يزال من الممكن العثور على أثر للاسم القديم "الحَوِيلَة" في كلمة "أوال" لما يُعرف الآن بجزيرة البحرين.
ويعتقد دبليو دبليو مولر، في قاموس أنكور للكتاب المقدس لعام 1992، أن الحَوِيلَة التوراتية تشير إلى موقعين مختلفين في غرب شبه الجزيرة العربية.
- تكوين 2 هي منطقة في جنوب غرب شبه الجزيرة العربية.
- تكوين 25:18 هو موقع شمال الجزيرة العربية، وربما منطقة المدينة المنورة. [1]

إذ يوجد في منطقة المدينة المنورة عدد من المعالم التي تتطابق مع الوصف مثل معادن الذهب، وموقع على طريق البخور، وبقايا حضارات العصر الحجري الحديث والعصر البرونزي في منطقة الحرات.
وتتعزز الفرضية العربية من خلال تحديد جيمس أ. ساور، أمين متحف هارفارد للسامية السابق، لبيشون، الذي وُصف بأنه يُحيط بالحَوِيلَة في الكتاب المقدس، بأنه وادي الرمة، وهو وادٍ جاف ينبع من جبال الحجاز، بالقرب من المدينة المنورة، ويمتد إلى الشمال الشرقي إلى الكويت.
يُحدد ساور هذا التعريف استنادًا إلى الجيولوجيا والتاريخ. كما يعتقد معلقو الكتاب المقدس أن الحَوِيلَة يجب أن تكون عربية لأن الإسماعيليين، الذين استقروا بين الحَوِيلَة وشور، كانوا أسلاف العرب. 